# Алан Уриґа
Алан Уриґа (пол. Alan Uryga, нар. 19 лютого 1994, Краків, Польща) — польський футболіст, півзахисник футбольної команди «Вісла» (Краків), що нині виступає в Екстракляса.

## Клубна кар'єра
Вихованець краківських клубів «Гутник» та «Вісла». 
Дебют в матчах Екстракласа відбувся 7 квітня 2012 проти «Ягеллонії» з міста Білосток.
4 вересня 2017 року підписав контракт з клубом «Вісла» (Плоцьк).

## У складі збірних
Грав у всіх вікових категоріях збірної Польщі. Під час відбіркового турніру до Чемпіонату Європи (у віковій категорії до 17 років) 2011 року, був капітаном збірної.